# 1907 en France
Chronologie de la France
- 1903
- 1904
- 1905
- 1906
- 1907
- 1908
- 1909
- 1910
- 1911

Cette page concerne l'année 1907 du calendrier grégorien.

## Événements
- 2 janvier : loi concernant l'exercice public des cultes[1].
- 6 janvier : Une fois encore, encyclique du pape Pie X sur la séparation de l'Église et de l'État condamnant la déclaration annuelle prescrite pour les réunions du culte[2].

- 2 février : Barèges dans les Hautes-Pyrénées est dévastée par de terribles avalanches, qui détruisent 21 maisons et tuent trois personnes[3].
- 7 février : dépôt du projet de loi d’impôt sur le revenu du ministre des finances Joseph Caillaux ; adopté par la Chambre le 9 mars 1909 il se heurte à l'hostilité du sénat, mais est finalement adopté en 1914[4]..
- 11 février : le croiseur Jean-Bart s'échoue au nord du cap Blanc, sur les côtes marocaines[5].

- 8 mars : la grève des électriciens parisiens plonge la capitale dans le noir[6].

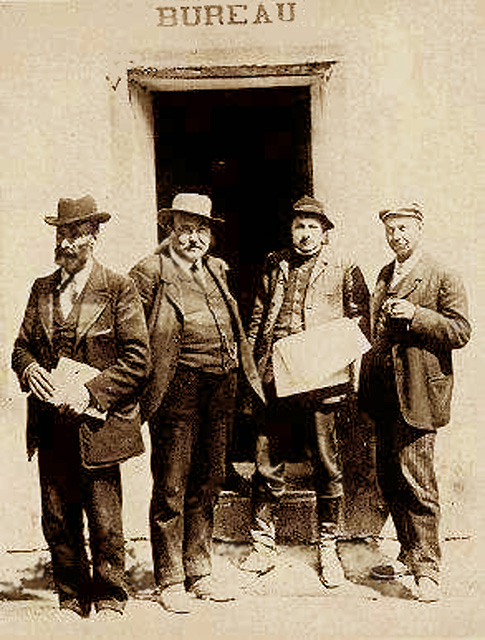
Le comité d'Argeliers.

- 11 mars : pour protester contre la crise viticole, un groupe de vignerons du Minervois, menés par Marcelin Albert, fondent le Comité d’Argeliers. Début de la révolte des vignerons du Languedoc[7].
- 12 mars : explosion du cuirassé Iéna dans le port de Toulon qui fait 117 morts et 33 blessés[8] dont l’amiral Henri-Louis Manceron.
- 15 mars : Charles Voisin accomplit  à Bagatelle le premier vol mécanique en France sur un aéroplane muni d’un moteur à explosion (un V8 « Antoinette »)[9].
- 17 mars : loi réorganisant les conseils de prud'hommes[6].

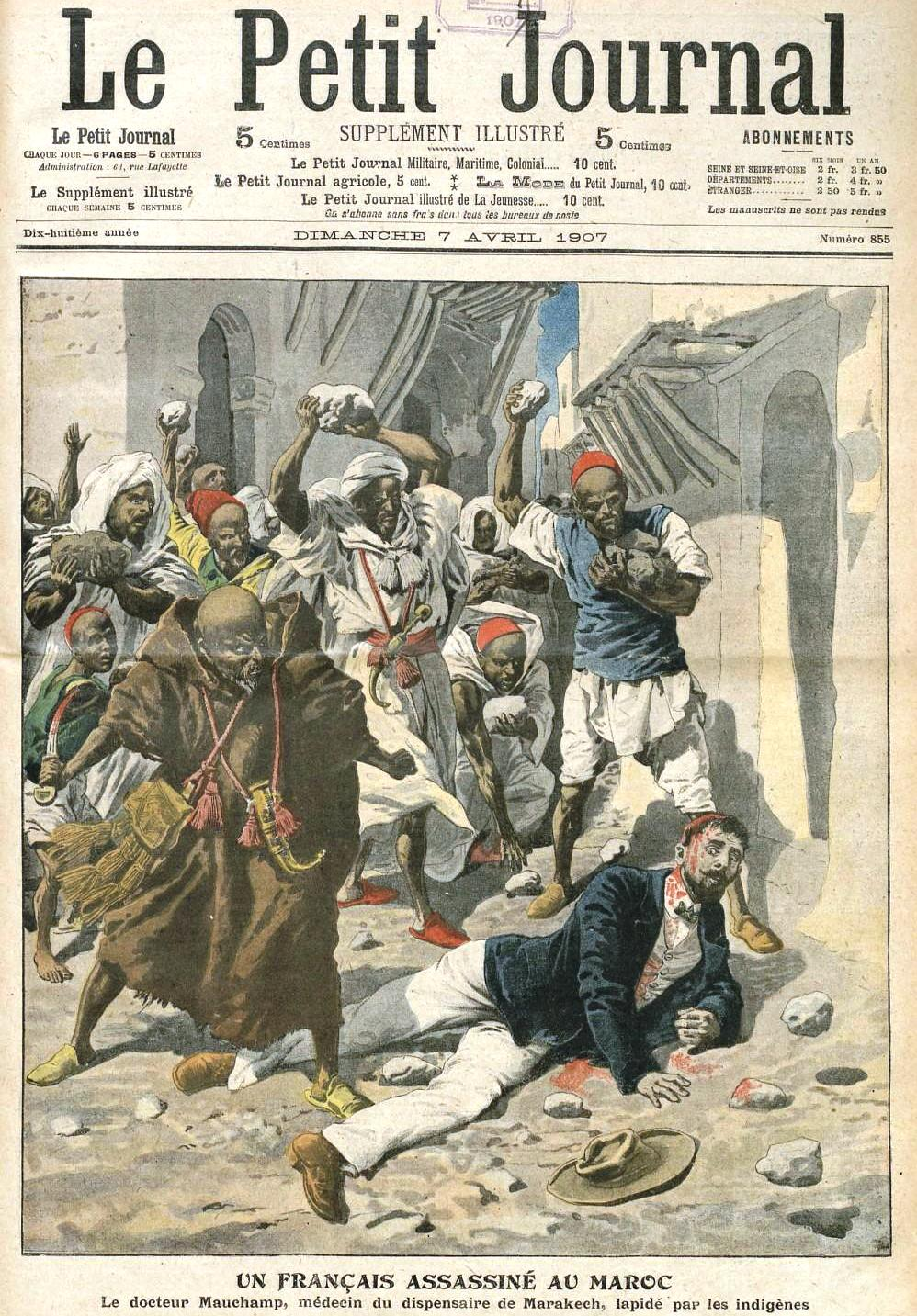
Assassinat du Dr Mauchamp à Marrakech. Le Petit Journal, Paris, No. 855, 7 avril 1907.

- 19 mars : le docteur Mauchamp, un médecin français envoyé à Marrakech pour installer un dispensaire, est assassiné[10].
- 23 mars : le Siam restitue par traité les Battambang, de Siem Reap et de Sisophon au Cambodge, la France restitue au Siam le « bec de canard » de Dan Saï et le couloir côtier de Trat[11].
- 28 mars : loi concernant les réunions publiques, qui supprime la nécessité des déclarations et confirme la liberté de réunion[1]. Elle assimile les réunions cultuelles aux réunions publiques et garantit la liberté de l'exercice du culte[2].
- 29 mars : les troupes françaises venues d’Algérie occupent Oujda, au Maroc, en représailles à l’assassinat du Dr Mauchamp à Marrakech le 19 mars[12].

- 5 avril : Louis Blériot réalise son premier vol à Bagatelle à bord d'un monoplan de sa fabrication[13].
- 15 avril : le Comité d’Argeliers fonde Le Tocsin, hebdomadaire qui appelle au rassemblement des viticulteurs[14].

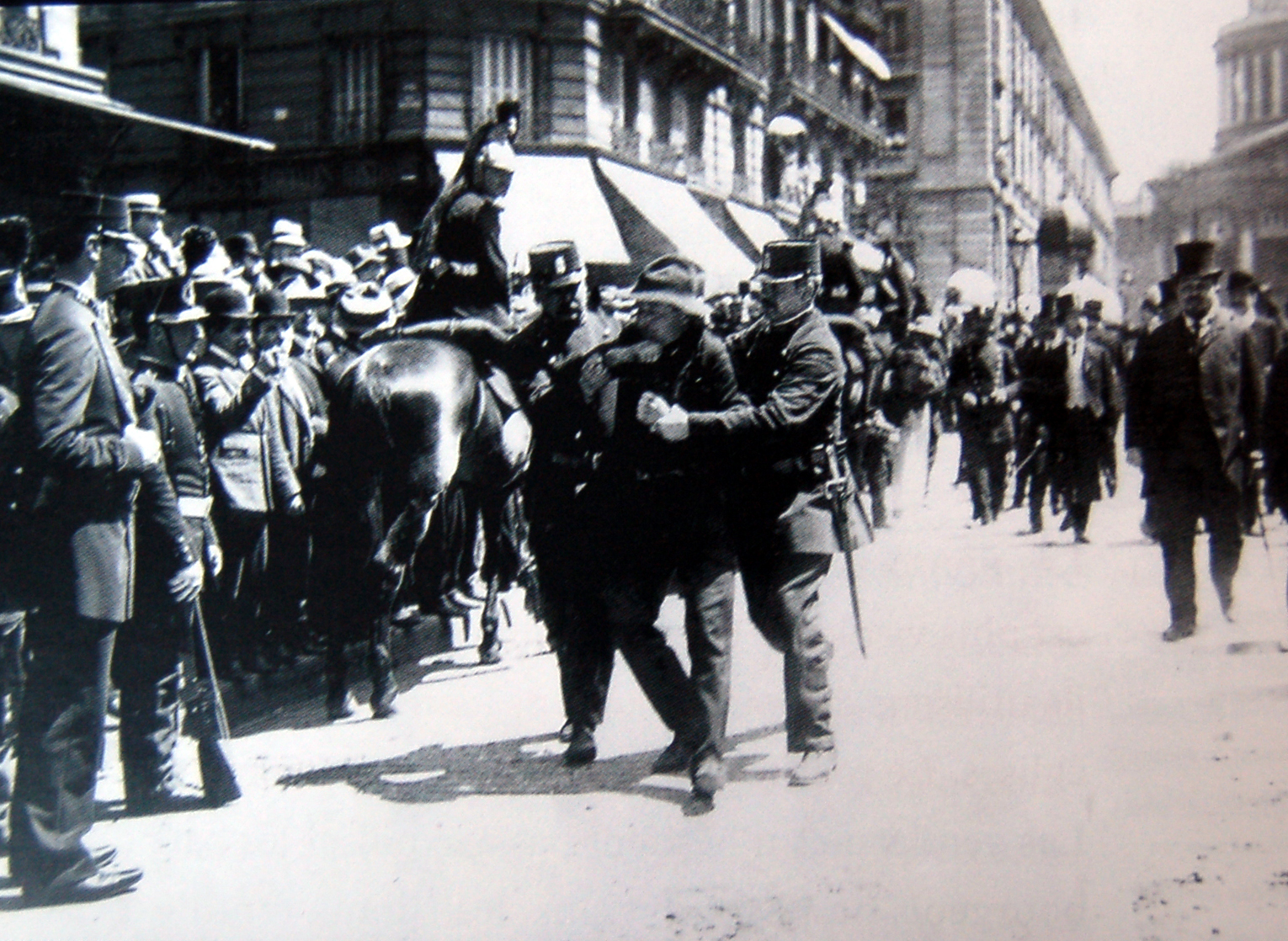
à Paris.

- 4 mai : fondation de l'Union nationale des étudiants de France à Lille[15].
- 5 mai : une manifestation rassemble 60 à 80 000 viticulteurs à Narbonne[14] ; l'armée tire sur la foule : 2 morts[16].
- 12 mai : 150 000 personnes environ se regroupent à Béziers ; le 17e régiment d'infanterie refuse de tirer sur la foule[16].
- 14 mai-6 octobre : exposition coloniale au jardin tropical dans le Bois de Vincennes à Paris[17].

- 2 juin :

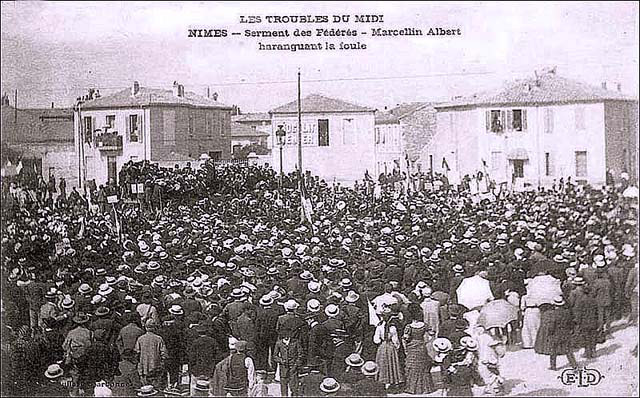
Discours de Marcelin Albert à Nîmes.

  - trois cent mille personnes se rassemblent à Nîmes pour écouter les discours Marcelin Albert et Ferroul[14].
  - arrestation à La Tremblade des protagonistes de la « Caravane à Pépère », bande de malfaiteurs nomades dirigée par Jean Capello qui commet de nombreux vols et escroqueries[18].

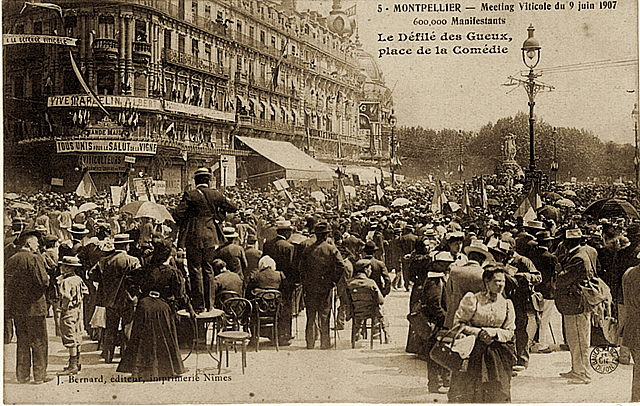
Les gueux place de la Comédie.

- 9 juin : les manifestants sont plus d'un demi million au meeting de Montpellier[14].
- 10 juin : signature à Paris du traité franco-japonais délimitant les respectives sphères d’influence en Asie[19].
- 10 juin-10 août : course automobile Pékin-Paris[20].

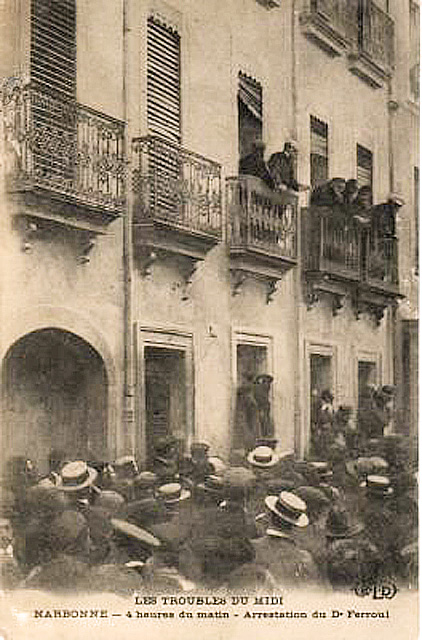
Arrestation du docteur Ferroul.

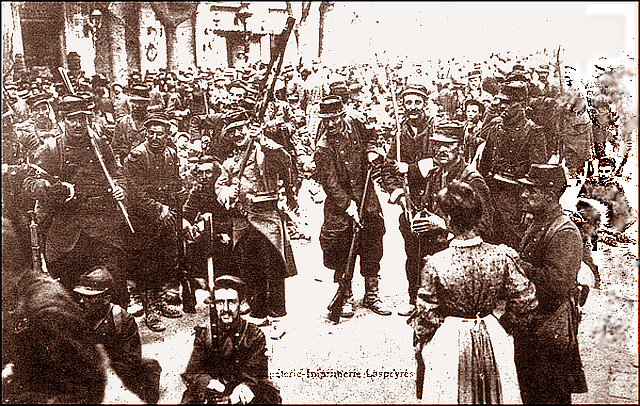
Mutinerie des soldats du 17e régiment d'infanterie de ligne à Béziers le 20 juin 1907.

- 10-21 juin : la « révolte des gueux » contre la crise du midi viticole culmine en Languedoc[6] avec la démission puis l'arrestation du maire de Narbonne, le docteur Ernest Ferroul, le 19 juin[21]. Le 20 juin, à Narbonne, la troupe tire sur les viticulteurs qui s'en prennent à un inspecteur de police ayant arrêté l'un d'eux, faisant quatre morts[22] dont une jeune fille de vingt ans, Julie Bourrel[23] (une cinquième personne décède peu après) ; 500 soldats du 17e régiment d'infanterie de ligne se joignent aux manifestants à Béziers.
- 21 et 28 juin : malgré la crise viticole, le chef du gouvernement Georges Clemenceau est conforté par les votes de confiance obtenus de la Chambre[24].
- 22 juin : les obsèques de Julie Bourrel rassemblent  10 000 personnes à Narbonne[23].

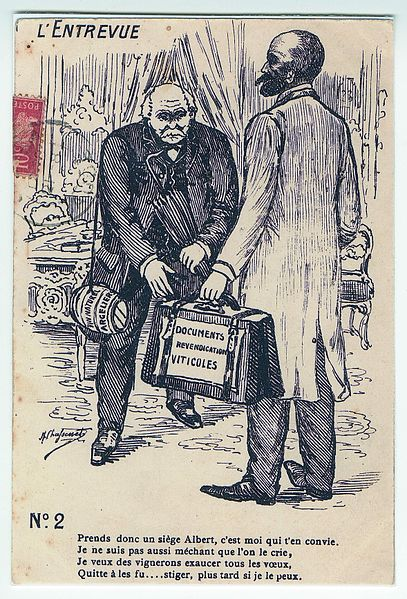
Marcelin Albert face à Clemenceau.

- 23 juin : Marcelin Albert se rend au Ministère de l'Intérieur, place Beauvau, pour rencontrer Clemenceau et promet de calmer les esprits[22] ; ce-dernier prétend devant les journalistes l'avoir acheté pour le prix d'un billet de train[23].
- 26 juin : Marcelin Albert, désavoué par le Comité d'Argeliers, se constitue prisonnier à la maison d 'arrêt de Montpellier[22].
- 29 juin : loi contre la fraude qui réglemente le sucrage et le mouillage des vins[14].

- 13 juillet : loi du libre salaire de la femme[25] qui autorise les femmes mariées à disposer elles-mêmes de leur salaire.
- 22-24 juillet : procès de Soleilland au palais de justice de Paris. Condamné à mort pour le viol et le meurtre d'une fillette de onze ans, il est gracié par le président de la république Armand Fallières le 13 septembre[26].
- 28 juillet : l'armée tire sur les grévistes de la chaussure à Raon-l'Étape, dans les Vosges, et fait deux morts et une dizaine de blessés[27].

- 2 août : Ernest Ferroul, Marcelin Albert et les autres membres du Comité d'Argeliers sont libérés[14].

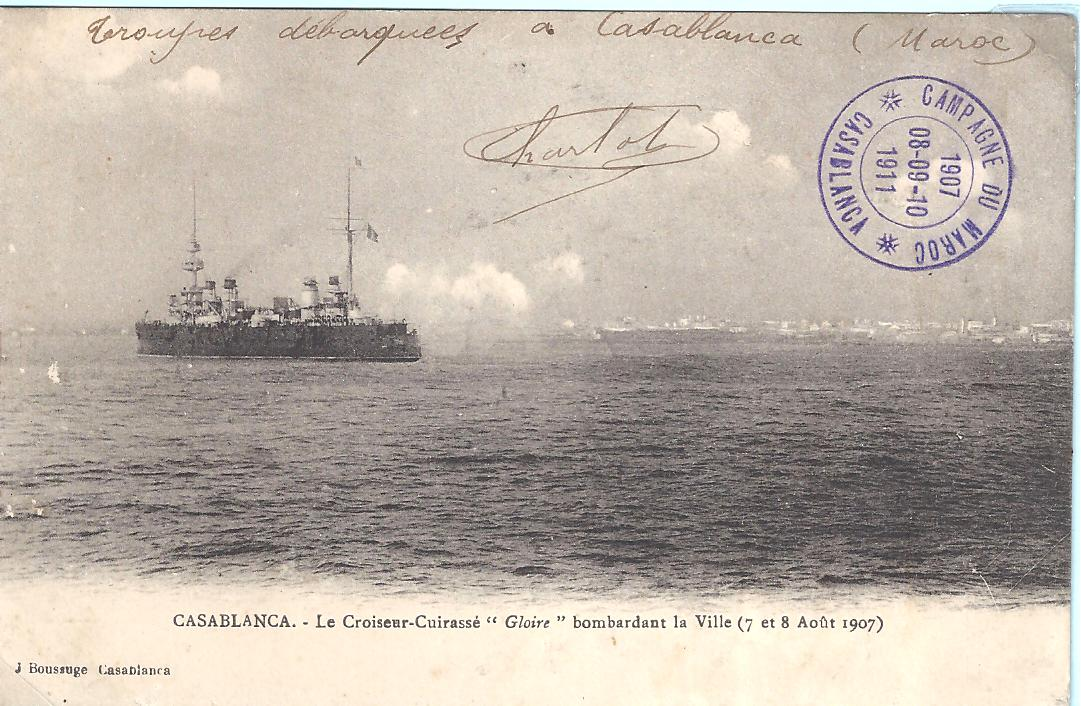
Une carte postale du croiseur cuirassé français Gloire bombardant la ville de Casablanca, 1907.

- 5-8 août : bombardement et occupation de Casablanca par la France à la suite du meurtre de neuf employés européens de la firme Schneider le 30 juillet ; début de la « pacification » du Maroc[28].
- 31 août : conclusion de la Triple-Entente entre la France, le Royaume-Uni et la Russie[29].

- 3 septembre : décret sur la répression des fraudes et falsifications des vins et spiritueux ; le vin est défini comme le produit de la fermentation du raisin frais ou du jus de raisin frais[14].
- 12 septembre-12 novembre : pluies exceptionnelles dans le sud de la France ; dix épisodes méditerranéens se succèdent causant au moins 25 morts et de nombreux disparus[30].
- 22 septembre : création à Narbonne de la Confédération générale des vignerons du Midi sous la présidence du socialiste Ferroul[14].

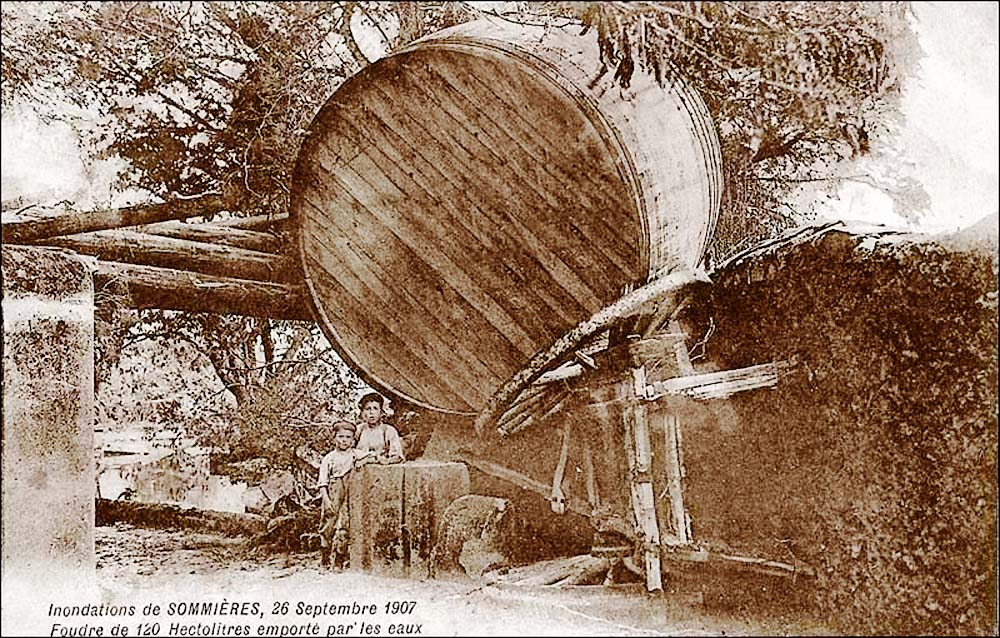
Inondation de Sommières le 26 septembre.

- 26 septembre et 16 octobre : vidourlades à Sommières[3].

- 15 et 21-22 octobre : crues de la Loire[3].
- 18 octobre : création du Racing Club de Lens[31].
- 21 octobre : décret portant organisation du Service de la répression des fraudes[23].
- 14 novembre : Eugène Schueller, futur créateur de la société L'Oréal, dépose un brevet d'invention concernant un procédé de teinture capillaire[32].
- 30 novembre : catastrophe du dirigeable Patrie, il est emporté par des vents violents, à partir de Verdun, il touche le sol en Irlande, puis s'abîme en mer[33].

- 30 décembre : promulgation du décret de création de douze brigades régionales de police mobile[34] (les « Brigades du Tigre »).

- Démolition de l'Abbaye-aux-Bois à Paris, englobée dans l'élargissement de la rue de Sèvres et du percement de la rue Récamier[35].

## Naissances en 1907
- 24 janvier : Maurice Couve de Murville, homme politique français, Premier ministre de 1968 à 1969. († 24 décembre 1999)
- 10 avril : Raymond Bruckberger, père dominicain, écrivain et théologien. († 4 janvier 1998).
- 28 juin :
  - Paul-Émile Victor, explorateur français († 7 mars 1995).
  - Maurice Novarina, architecte français († 28 septembre 2002).

## Décès en 1907
- 14 janvier : Louis Catrice (° 22 octobre 1850), chansonnier roubaisien et militant socialiste.
- 23 avril : André Theuriet, poète, romancier et auteur dramatique français (° 8 octobre 1833).
- 7 mai : Félix Régamey, peintre, dessinateur et caricaturiste français (° 7 août 1844).
- 16 juillet : Eugène Poubelle, préfet parisien (° 1831).